# Dijarb Nadżm
Dijarb Nadżm (arab. ديرب نجم) – miasto w Egipcie, w muhafazie Asz-Szarkijja. W 2006 roku liczyło 53 384 mieszkańców.